# 인리스티드 (드라마)
인리스티드(Enlisted)는 2014년에 방영한 코미디 드라마이다.